# Консонни, Симоне
Симоне Консонни (итал. Simone Consonni; род. 12 сентября 1994, Понте-Сан-Пьетро, Ломбардия) — итальянский профессиональный шоссейный велогонщик, выступающий с 2020 года за команду мирового тура «Cofidis».

## Достижения
2013
- 1-й  — Чемпион Италии по трековому велоспорту в омниуме

2015
- 1-й на La Côte Picarde
- 2-й  на Чемпионате мира по шоссейному велоспорту среди мужчин в возрасте до 23 лет в групповой гонке
- 2-й  на Чемпионате Европы по трековому велоспорту в гонке на выбывание

2016
- 1-й  — Чемпион Италии по шоссейному велоспорту среди мужчин в возрасте до 23 лет в групповой гонке
- 1-й  — Чемпион Италии по трековому велоспорту в омниуме
- 1-й на Trofeo Città di San Vendemiano
- 1-й на Gran Premio Industria e Commercio Artigianato Carnaghese
- 2-й  на Чемпионате Европы по трековому велоспорту в командной гонке преследования
- 3-й на Circuito del Porto
- 5-й на Гран-при Бруно Бегелли

2017
- 1-й на Driedaagse De Panne-Koksijde — МК

2018
- 3-й на Чемпионате мира по трековому велоспорту в командной гонке преследования
- 3-й на Чемпионате мира по трековому велоспорту в омниуме

| МК | Молодёжная классификация |